# 海上村 (千葉県市原郡)
海上村（うなかみむら）は、かつて千葉県市原郡に存在し、昭和の大合併により廃止された村。現在の千葉県市原市の北部（三和地区）に位置している。
村名はかつて存在した海上郡に由来する。

## 歴史

### 町村制施行以後の行政区画変遷年表
- 1889年（明治22年）4月1日 - 町村制施行に伴い、分目村・新生村・浅井小向村・権現堂村・糸久村・引田村・神代村・安須村・高坂村・今富村・宮原村・西野村・十五沢村・小折村・折の原村が合併し市原郡海上村が発足。
- 1956年（昭和31年）3月25日 - 三和町への編入により消滅。
- 1963年（昭和38年）5月1日 - 市原町、五井町、三和町、姉崎町、市津町が合併し、市原市が発足。三和町は消滅。